# Amstel Gold Race for kvinder 2022
Amstel Gold Race for kvinder 2022 var den 8. udgave af det hollandske cykelløb Amstel Gold Race for kvinder. Det blev kørt den 10. april 2022 med start i Maastricht og mål i Valkenburg. Løbet var det syvende arrangement på UCI Women's World Tour 2022. Løbet blev vundet af italienske Marta Cavalli fra FDJ-Nouvelle Aquitaine-Futuroscope.

## Resultat
| \| Samlede stilling \| Samlede stilling \| Samlede stilling \| Samlede stilling \| Samlede stilling \| \| Rytter \| Rytter \| Hold \| Tid \| \| \| ---------------- \| ---------------------- \| ---------------------------------- \| ---------------- \| ---------------- \| \| 1. \| Marta Cavalli \| FDJ-Nouvelle Aquitaine-Futuroscope \| 3t 17' 41" \| \| \| 2. \| Demi Vollering \| SD Worx \| + 4" \| \| \| 3. \| Liane Lippert \| Team DSM \| + 4" \| \| \| 4. \| Annemiek van Vleuten \| Movistar Team \| + 4" \| \| \| 5. \| Katarzyna Niewiadoma \| Canyon-SRAM Racing \| + 4" \| \| \| 6. \| Mavi García \| UAE Team ADQ \| + 4" \| \| \| 7. \| Ashleigh Moolman-Pasio \| SD Worx \| + 7" \| \| \| 8. \| Elisa Balsamo \| Trek-Segafredo \| + 9" \| \| \| 9. \| Coryn Labecki \| Team Jumbo-Visma \| + 9" \| \| \| 10. \| Sofia Bertizzolo \| UAE Team ADQ \| + 9" \| \| |                        |                                    |            |
| |                        |                                    |            |
| Kilde: ProCyclingStats |                        |                                    |            |
| Samlede stilling |                        |                                    |            |
| Rytter | Rytter                 | Hold                               | Tid        |
| 1. | Marta Cavalli          | FDJ-Nouvelle Aquitaine-Futuroscope | 3t 17' 41" |
| 2. | Demi Vollering         | SD Worx                            | + 4"       |
| 3. | Liane Lippert          | Team DSM                           | + 4"       |
| 4. | Annemiek van Vleuten   | Movistar Team                      | + 4"       |
| 5. | Katarzyna Niewiadoma   | Canyon-SRAM Racing                 | + 4"       |
| 6. | Mavi García            | UAE Team ADQ                       | + 4"       |
| 7. | Ashleigh Moolman-Pasio | SD Worx                            | + 7"       |
| 8. | Elisa Balsamo          | Trek-Segafredo                     | + 9"       |
| 9. | Coryn Labecki          | Team Jumbo-Visma                   | + 9"       |
| 10. | Sofia Bertizzolo       | UAE Team ADQ                       | + 9"       |

## Hold og ryttere
| UCI Women's WorldTeams (14)- Team BikeExchange-Jayco - Canyon-SRAM Racing - EF Education-TIBCO-SVB - FDJ Nouvelle Aquitaine Futuroscope - Human Powered Health - Team Jumbo-Visma - Liv Racing Xstra - Movistar Team - Roland Cogeas-Edelweiss Squad - SD Worx - Trek-Segafredo - Team DSM - UAE Team ADQ - Uno-X Pro Cycling Team UCI Women's Kontinentalhold (10)- Andy Schleck-CP NVST-Immo Losch - Bingoal-Chevalmeire-Van Eyck Sport - Ceratizit-WNT Pro Cycling - Coop-Hitec Products - GT Krush Tunap - Le col-Wahoo - AG Insurance NXTG - Parkhotel Valkenburg - Plantur-Pura - Valcar-Travel & Service |
| |

### Danske ryttere
| Danske ryttere på startlisten |                |               |           |
| Rygnummer                     | Rytter         | Hold          | Placering |
| 43                            | Emma Norsgaard | Movistar Team | 17        |

* DNF = gennemførte ikke

### Startliste
| Team Jumbo-Visma TJV | Team Jumbo-Visma TJV   | Team Jumbo-Visma TJV |
| -------------------- | ---------------------- | -------------------- |
| Nr.                  | Rytter                 | Placering            |
| 1                    | Riejanne Markus (NED)  | 14.                  |
| 2                    | Anouska Koster (NED)   | 32.                  |
| 3                    | Anna Henderson (GBR)   | 46.                  |
| 4                    | Coryn Labecki (USA)    | 9.                   |
| 5                    | Teuntje Beekhuis (NED) | 83.                  |
| 6                    | Karlijn Swinkels (NED) | 42.                  |

| SD Worx SDW | SD Worx SDW                       | SD Worx SDW |
| ----------- | --------------------------------- | ----------- |
| Nr.         | Rytter                            | Placering   |
| 11          | Demi Vollering (NED)              | 2.          |
| 12          | Marlen Reusser (SUI) (landevej)   | 19.         |
| 13          | Chantal van den Broek-Blaak (NED) | 53.         |
| 14          | Niamh Fisher-Black (NZL)          | 56.         |
| 15          | Blanka Kata Vas (HUN) (landevej)  | 24.         |
| 16          | Ashleigh Moolman-Pasio (RSA)      | 7.          |

| Trek-Segafredo TFS | Trek-Segafredo TFS              | Trek-Segafredo TFS |
| ------------------ | ------------------------------- | ------------------ |
| Nr.                | Rytter                          | Placering          |
| 21                 | Elisa Balsamo (ITA) (landevej)  | 8.                 |
| 22                 | Lucinda Brand (NED)             | 52.                |
| 23                 | Tayler Wiles (USA)              | 113.               |
| 24                 | Leah Thomas (USA)               | 54.                |
| 25                 | Shirin van Anrooij (NED)        | 16.                |
| 26                 | Ellen van Dijk (NED) (landevej) | 31.                |

| Canyon-SRAM Racing CSR | Canyon-SRAM Racing CSR     | Canyon-SRAM Racing CSR |
| ---------------------- | -------------------------- | ---------------------- |
| Nr.                    | Rytter                     | Placering              |
| 31                     | Katarzyna Niewiadoma (POL) | 5.                     |
| 32                     | Elise Chabbey (SUI)        | 45.                    |
| 33                     | Tiffany Cromwell (AUS)     | 71.                    |
| 34                     | Mikayla Harvey (NZL)       | 51.                    |
| 35                     | Pauliena Rooijakkers (NED) | 48.                    |
| 36                     | Soraya Paladin (ITA)       | 34.                    |

| Movistar Team MOV | Movistar Team MOV          | Movistar Team MOV |
| ----------------- | -------------------------- | ----------------- |
| Nr.               | Rytter                     | Placering         |
| 41                | Annemiek van Vleuten (NED) | 4.                |
| 42                | Aude Biannic (FRA)         | 67.               |
| 43                | Emma Norsgaard (DEN)       | 17.               |
| 44                | Paula Patiño (COL)         | 33.               |
| 45                | Arlenis Sierra (CUB)       | 40.               |
| 46                | Katrine Aalerud (NOR)      | DNF               |

| EF Education-TIBCO-SVB TIB | EF Education-TIBCO-SVB TIB       | EF Education-TIBCO-SVB TIB |
| -------------------------- | -------------------------------- | -------------------------- |
| Nr.                        | Rytter                           | Placering                  |
| 51                         | Lauren Stephens (USA) (landevej) | 106.                       |
| 52                         | Kristabel Doebel-Hickok (USA)    | 27.                        |
| 53                         | Veronica Ewers (USA)             | 28.                        |
| 54                         | Kathrin Hammes (GER)             | 60.                        |
| 55                         | Magdeleine Vallieres (CAN)       | 90.                        |
| 56                         | Sara Poidevin (CAN)              | 72.                        |

| Team DSM DSM | Team DSM DSM                     | Team DSM DSM |
| ------------ | -------------------------------- | ------------ |
| Nr.          | Rytter                           | Placering    |
| 61           | Floortje Mackaij (NED)           | 23.          |
| 62           | Georgi Pfeiffer (GBR) (landevej) | 41.          |
| 63           | Leah Kirchmann (CAN)             | 63.          |
| 64           | Juliette Labous (FRA)            | 11.          |
| 65           | Liane Lippert (GER)              | 3.           |
| 66           | Léa Curinier (FRA)               | 66.          |

| UAE Team ADQ UAD | UAE Team ADQ UAD             | UAE Team ADQ UAD |
| ---------------- | ---------------------------- | ---------------- |
| Nr.              | Rytter                       | Placering        |
| 71               | Sofia Bertizzolo (ITA)       | 10.              |
| 72               | Anna Trevisi (ITA)           | DNF              |
| 73               | Mavi García (ESP) (landevej) | 6.               |
| 74               | Maaike Boogaard (NED)        | 26.              |
| 75               | Erica Magnaldi (ITA)         | 15.              |
| 76               | Sophie Wright (GBR)          | 95.              |

| Liv Racing Xstra LIV | Liv Racing Xstra LIV | Liv Racing Xstra LIV |
| -------------------- | -------------------- | -------------------- |
| Nr.                  | Rytter               | Placering            |
| 81                   | Eva Buurman (NED)    | DNF                  |
| 82                   | Silke Smulders (NED) | 20.                  |
| 83                   | Valerie Demey (BEL)  | 61.                  |
| 84                   | Quinty Ton (NED)     | 57.                  |
| 86                   | Ayesha McGowan (USA) | DNF                  |

| FDJ-Nouvelle Aquitaine-Futuroscope FSF | FDJ-Nouvelle Aquitaine-Futuroscope FSF | FDJ-Nouvelle Aquitaine-Futuroscope FSF |
| -------------------------------------- | -------------------------------------- | -------------------------------------- |
| Nr.                                    | Rytter                                 | Placering                              |
| 91                                     | Marta Cavalli (ITA)                    | 1.                                     |
| 92                                     | Stine Borgli (NOR)                     | 102.                                   |
| 93                                     | Emilia Fahlin (SWE)                    | DNF                                    |
| 94                                     | Victorie Guilman (FRA)                 | 38.                                    |
| 95                                     | Marie Le Net (FRA)                     | 43.                                    |
| 96                                     | Jade Wiel (FRA)                        | 50.                                    |

| Uno-X Pro Cycling Team UXT | Uno-X Pro Cycling Team UXT | Uno-X Pro Cycling Team UXT |
| -------------------------- | -------------------------- | -------------------------- |
| Nr.                        | Rytter                     | Placering                  |
| 101                        | Anniina Ahtosalo (FIN)     | DNF                        |
| 102                        | Hannah Barnes (GBR)        | 74.                        |
| 103                        | Joscelin Lowden (GBR)      | 104.                       |
| 104                        | Hannah Ludwig (GER)        | 47.                        |
| 105                        | Anne Dorthe Ysland (NOR)   | 91.                        |

| Human Powered Health HPW | Human Powered Health HPW | Human Powered Health HPW |
| ------------------------ | ------------------------ | ------------------------ |
| Nr.                      | Rytter                   | Placering                |
| 111                      | Nina Buysman (NED)       | 69.                      |
| 112                      | Henrietta Christie (NZL) | 109.                     |
| 113                      | Katie Clouse (USA)       | DNF                      |
| 114                      | Barbara Malcotti (ITA)   | 49.                      |
| 115                      | Marit Raaijmakers (NED)  | 84.                      |
| 116                      | Eri Yonamine (JPN)       | 107.                     |

| Roland Cogeas-Edelweiss Squad CGS | Roland Cogeas-Edelweiss Squad CGS | Roland Cogeas-Edelweiss Squad CGS |
| --------------------------------- | --------------------------------- | --------------------------------- |
| Nr.                               | Rytter                            | Placering                         |
| 121                               | Ines Cantera (ESP)                | DNF                               |
| 122                               | Tamara Dronova-Balabolina (RUS)   | 103.                              |
| 123                               | Rotem Gafinovitz (ISR)            | DNF                               |
| 124                               | Aline Seitz (SUI)                 | 77.                               |
| 125                               | Petra Stiasny (SUI)               | DNF                               |
| 126                               | Olga Sabelinskaja (UZB)           | 101.                              |

| Team BikeExchange-Jayco BEX | Team BikeExchange-Jayco BEX | Team BikeExchange-Jayco BEX |
| --------------------------- | --------------------------- | --------------------------- |
| Nr.                         | Rytter                      | Placering                   |
| 131                         | Amanda Spratt (AUS)         | 55.                         |
| 132                         | Alexandra Manly (AUS)       | 12.                         |
| 133                         | Chelsie Tan (SGP)           | DNF                         |
| 134                         | Ane Santesteban (ESP)       | 39.                         |
| 135                         | Arianna Fidanza (ITA)       | 68.                         |
| 136                         | Georgia Williams (NZL)      | 73.                         |

| GT Krush Tunap BPC | GT Krush Tunap BPC           | GT Krush Tunap BPC |
| ------------------ | ---------------------------- | ------------------ |
| Nr.                | Rytter                       | Placering          |
| 141                | Henrietta Colborne (GBR)     | 94.                |
| 142                | Daniek Hengeveld (NED)       | 82.                |
| 143                | Femke de Vries (NED)         | DNF                |
| 144                | Carola van de Wetering (NED) | DNF                |
| 145                | Anne Dijkstra (NED)          | 79.                |
| 146                | Petra Welmers (NED)          | DNF                |

| Le Col-Wahoo DRP | Le Col-Wahoo DRP         | Le Col-Wahoo DRP |
| ---------------- | ------------------------ | ---------------- |
| Nr.              | Rytter                   | Placering        |
| 151              | Elizabeth Holden (GBR)   | 18.              |
| 152              | Eider Merino (ESP)       | 36.              |
| 153              | Alice Towers (GBR)       | 97.              |
| 154              | Maike van der Duin (NED) | 89.              |
| 155              | April Tacey (GBR)        | 96.              |
| 156              | Gladys Verhulst (FRA)    | 75.              |

| Parkhotel Valkenburg PHV | Parkhotel Valkenburg PHV  | Parkhotel Valkenburg PHV |
| ------------------------ | ------------------------- | ------------------------ |
| Nr.                      | Rytter                    | Placering                |
| 161                      | Pien Limpens (NED)        | 110.                     |
| 162                      | Mischa Bredewold (NED)    | 21.                      |
| 163                      | Femke Gerritse (NED)      | 62.                      |
| 164                      | Kirstie van Haaften (NED) | 114.                     |
| 165                      | Lieke Nooijen (NED)       | 76.                      |
| 166                      | Anne Van Rooijen (NED)    | 92.                      |

| Valcar-Travel & Service VAL | Valcar-Travel & Service VAL | Valcar-Travel & Service VAL |
| --------------------------- | --------------------------- | --------------------------- |
| Nr.                         | Rytter                      | Placering                   |
| 171                         | Alice Maria Arzuffi (ITA)   | 30.                         |
| 172                         | Olivia Baril (CAN)          | 22.                         |
| 173                         | Anastasia Carbonari (LAT)   | 112.                        |
| 174                         | Federica Piergiovanni (ITA) | 59.                         |
| 175                         | Elena Pirrone (ITA)         | 80.                         |
| 176                         | Elizabeth Stannard (AUS)    | 65.                         |

| Bingoal-Chevalmeire-Van Eyck Sport BCV | Bingoal-Chevalmeire-Van Eyck Sport BCV | Bingoal-Chevalmeire-Van Eyck Sport BCV |
| -------------------------------------- | -------------------------------------- | -------------------------------------- |
| Nr.                                    | Rytter                                 | Placering                              |
| 181                                    | Lotte Claes (BEL)                      | 105.                                   |
| 182                                    | Naomi de Roeck (BEL)                   | DNF                                    |
| 183                                    | Olha Kulynych (UKR)                    | 108.                                   |
| 184                                    | Lotte Popelier (BEL)                   | DNF                                    |
| 185                                    | Claudia Jongerius (NED)                | DNF                                    |

| Ceratizit-WNT Pro Cycling WNT | Ceratizit-WNT Pro Cycling WNT    | Ceratizit-WNT Pro Cycling WNT |
| ----------------------------- | -------------------------------- | ----------------------------- |
| Nr.                           | Rytter                           | Placering                     |
| 191                           | Marta Lach (POL)                 | 58.                           |
| 192                           | Lizbeth Salazar (MEX) (landevej) | DNF                           |
| 194                           | Laura Asencio (FRA)              | 44.                           |
| 195                           | Hanna Nilsson (SWE)              | 99.                           |
| 196                           | Lara Vieceli (ITA)               | 87.                           |

| AG Insurance NXTG AGI | AG Insurance NXTG AGI | AG Insurance NXTG AGI |
| --------------------- | --------------------- | --------------------- |
| Nr.                   | Rytter                | Placering             |
| 201                   | Maureen Arens (NED)   | 98.                   |
| 202                   | Julia Borgström (SWE) | 29.                   |
| 203                   | Gaia Masetti (ITA)    | 81.                   |
| 204                   | Lone Meertens (BEL)   | 115.                  |
| 205                   | Ilse Pluimers (NED)   | 78.                   |
| 206                   | Amber Aernouts (NED)  | DNF                   |

| Plantur-Pura PLP | Plantur-Pura PLP           | Plantur-Pura PLP |
| ---------------- | -------------------------- | ---------------- |
| Nr.              | Rytter                     | Placering        |
| 211              | Yara Kastelijn (NED)       | 13.              |
| 212              | Kiona Crabbé (BEL)         | 93.              |
| 213              | Justine Ghekiere (BEL)     | 86.              |
| 214              | Millie Couzens (GBR)       | 85.              |
| 215              | Julie Van de Velde (BEL)   | 35.              |
| 216              | Inge van der Heijden (NED) | 37.              |

| Andy Schleck-CP NVST-Immo Losch ASC | Andy Schleck-CP NVST-Immo Losch ASC | Andy Schleck-CP NVST-Immo Losch ASC |
| ----------------------------------- | ----------------------------------- | ----------------------------------- |
| Nr.                                 | Rytter                              | Placering                           |
| 221                                 | Michelle Andres (SUI)               | DNF                                 |
| 222                                 | Georgia Danford (AUS)               | 88.                                 |
| 224                                 | Lisa Müllenberg (NED)               | DNF                                 |
| 225                                 | Léna Mettraux (SUI)                 | DNF                                 |
| 226                                 | Carolin Schiff (GER)                | DNF                                 |

| Coop-Hitec Products HPU | Coop-Hitec Products HPU  | Coop-Hitec Products HPU |
| ----------------------- | ------------------------ | ----------------------- |
| Nr.                     | Rytter                   | Placering               |
| 231                     | Caroline Andersson (SWE) | 64.                     |
| 232                     | Ingvild Gåskjenn (NOR)   | 25.                     |
| 233                     | Ane Iversen (NOR)        | DNF                     |
| 234                     | Josie Nelson (GBR)       | 70.                     |
| 235                     | Nicole Steigenga (NED)   | 100.                    |
| 236                     | Sylvie Swinkels (NED)    | 111.                    |

| Team Jumbo-Visma TJV | Team Jumbo-Visma TJV   | Team Jumbo-Visma TJV |
| -------------------- | ---------------------- | -------------------- |
| Nr.                  | Rytter                 | Placering            |
| 1                    | Riejanne Markus (NED)  | 14.                  |
| 2                    | Anouska Koster (NED)   | 32.                  |
| 3                    | Anna Henderson (GBR)   | 46.                  |
| 4                    | Coryn Labecki (USA)    | 9.                   |
| 5                    | Teuntje Beekhuis (NED) | 83.                  |
| 6                    | Karlijn Swinkels (NED) | 42.                  |

| SD Worx SDW | SD Worx SDW                       | SD Worx SDW |
| ----------- | --------------------------------- | ----------- |
| Nr.         | Rytter                            | Placering   |
| 11          | Demi Vollering (NED)              | 2.          |
| 12          | Marlen Reusser (SUI) (landevej)   | 19.         |
| 13          | Chantal van den Broek-Blaak (NED) | 53.         |
| 14          | Niamh Fisher-Black (NZL)          | 56.         |
| 15          | Blanka Kata Vas (HUN) (landevej)  | 24.         |
| 16          | Ashleigh Moolman-Pasio (RSA)      | 7.          |

| Trek-Segafredo TFS | Trek-Segafredo TFS              | Trek-Segafredo TFS |
| ------------------ | ------------------------------- | ------------------ |
| Nr.                | Rytter                          | Placering          |
| 21                 | Elisa Balsamo (ITA) (landevej)  | 8.                 |
| 22                 | Lucinda Brand (NED)             | 52.                |
| 23                 | Tayler Wiles (USA)              | 113.               |
| 24                 | Leah Thomas (USA)               | 54.                |
| 25                 | Shirin van Anrooij (NED)        | 16.                |
| 26                 | Ellen van Dijk (NED) (landevej) | 31.                |

| Canyon-SRAM Racing CSR | Canyon-SRAM Racing CSR     | Canyon-SRAM Racing CSR |
| ---------------------- | -------------------------- | ---------------------- |
| Nr.                    | Rytter                     | Placering              |
| 31                     | Katarzyna Niewiadoma (POL) | 5.                     |
| 32                     | Elise Chabbey (SUI)        | 45.                    |
| 33                     | Tiffany Cromwell (AUS)     | 71.                    |
| 34                     | Mikayla Harvey (NZL)       | 51.                    |
| 35                     | Pauliena Rooijakkers (NED) | 48.                    |
| 36                     | Soraya Paladin (ITA)       | 34.                    |

| Movistar Team MOV | Movistar Team MOV          | Movistar Team MOV |
| ----------------- | -------------------------- | ----------------- |
| Nr.               | Rytter                     | Placering         |
| 41                | Annemiek van Vleuten (NED) | 4.                |
| 42                | Aude Biannic (FRA)         | 67.               |
| 43                | Emma Norsgaard (DEN)       | 17.               |
| 44                | Paula Patiño (COL)         | 33.               |
| 45                | Arlenis Sierra (CUB)       | 40.               |
| 46                | Katrine Aalerud (NOR)      | DNF               |

| EF Education-TIBCO-SVB TIB | EF Education-TIBCO-SVB TIB       | EF Education-TIBCO-SVB TIB |
| -------------------------- | -------------------------------- | -------------------------- |
| Nr.                        | Rytter                           | Placering                  |
| 51                         | Lauren Stephens (USA) (landevej) | 106.                       |
| 52                         | Kristabel Doebel-Hickok (USA)    | 27.                        |
| 53                         | Veronica Ewers (USA)             | 28.                        |
| 54                         | Kathrin Hammes (GER)             | 60.                        |
| 55                         | Magdeleine Vallieres (CAN)       | 90.                        |
| 56                         | Sara Poidevin (CAN)              | 72.                        |

| Team DSM DSM | Team DSM DSM                     | Team DSM DSM |
| ------------ | -------------------------------- | ------------ |
| Nr.          | Rytter                           | Placering    |
| 61           | Floortje Mackaij (NED)           | 23.          |
| 62           | Georgi Pfeiffer (GBR) (landevej) | 41.          |
| 63           | Leah Kirchmann (CAN)             | 63.          |
| 64           | Juliette Labous (FRA)            | 11.          |
| 65           | Liane Lippert (GER)              | 3.           |
| 66           | Léa Curinier (FRA)               | 66.          |

| UAE Team ADQ UAD | UAE Team ADQ UAD             | UAE Team ADQ UAD |
| ---------------- | ---------------------------- | ---------------- |
| Nr.              | Rytter                       | Placering        |
| 71               | Sofia Bertizzolo (ITA)       | 10.              |
| 72               | Anna Trevisi (ITA)           | DNF              |
| 73               | Mavi García (ESP) (landevej) | 6.               |
| 74               | Maaike Boogaard (NED)        | 26.              |
| 75               | Erica Magnaldi (ITA)         | 15.              |
| 76               | Sophie Wright (GBR)          | 95.              |

| Liv Racing Xstra LIV | Liv Racing Xstra LIV | Liv Racing Xstra LIV |
| -------------------- | -------------------- | -------------------- |
| Nr.                  | Rytter               | Placering            |
| 81                   | Eva Buurman (NED)    | DNF                  |
| 82                   | Silke Smulders (NED) | 20.                  |
| 83                   | Valerie Demey (BEL)  | 61.                  |
| 84                   | Quinty Ton (NED)     | 57.                  |
| 86                   | Ayesha McGowan (USA) | DNF                  |

| FDJ-Nouvelle Aquitaine-Futuroscope FSF | FDJ-Nouvelle Aquitaine-Futuroscope FSF | FDJ-Nouvelle Aquitaine-Futuroscope FSF |
| -------------------------------------- | -------------------------------------- | -------------------------------------- |
| Nr.                                    | Rytter                                 | Placering                              |
| 91                                     | Marta Cavalli (ITA)                    | 1.                                     |
| 92                                     | Stine Borgli (NOR)                     | 102.                                   |
| 93                                     | Emilia Fahlin (SWE)                    | DNF                                    |
| 94                                     | Victorie Guilman (FRA)                 | 38.                                    |
| 95                                     | Marie Le Net (FRA)                     | 43.                                    |
| 96                                     | Jade Wiel (FRA)                        | 50.                                    |

| Uno-X Pro Cycling Team UXT | Uno-X Pro Cycling Team UXT | Uno-X Pro Cycling Team UXT |
| -------------------------- | -------------------------- | -------------------------- |
| Nr.                        | Rytter                     | Placering                  |
| 101                        | Anniina Ahtosalo (FIN)     | DNF                        |
| 102                        | Hannah Barnes (GBR)        | 74.                        |
| 103                        | Joscelin Lowden (GBR)      | 104.                       |
| 104                        | Hannah Ludwig (GER)        | 47.                        |
| 105                        | Anne Dorthe Ysland (NOR)   | 91.                        |

| Human Powered Health HPW | Human Powered Health HPW | Human Powered Health HPW |
| ------------------------ | ------------------------ | ------------------------ |
| Nr.                      | Rytter                   | Placering                |
| 111                      | Nina Buysman (NED)       | 69.                      |
| 112                      | Henrietta Christie (NZL) | 109.                     |
| 113                      | Katie Clouse (USA)       | DNF                      |
| 114                      | Barbara Malcotti (ITA)   | 49.                      |
| 115                      | Marit Raaijmakers (NED)  | 84.                      |
| 116                      | Eri Yonamine (JPN)       | 107.                     |

| Roland Cogeas-Edelweiss Squad CGS | Roland Cogeas-Edelweiss Squad CGS | Roland Cogeas-Edelweiss Squad CGS |
| --------------------------------- | --------------------------------- | --------------------------------- |
| Nr.                               | Rytter                            | Placering                         |
| 121                               | Ines Cantera (ESP)                | DNF                               |
| 122                               | Tamara Dronova-Balabolina (RUS)   | 103.                              |
| 123                               | Rotem Gafinovitz (ISR)            | DNF                               |
| 124                               | Aline Seitz (SUI)                 | 77.                               |
| 125                               | Petra Stiasny (SUI)               | DNF                               |
| 126                               | Olga Sabelinskaja (UZB)           | 101.                              |

| Team BikeExchange-Jayco BEX | Team BikeExchange-Jayco BEX | Team BikeExchange-Jayco BEX |
| --------------------------- | --------------------------- | --------------------------- |
| Nr.                         | Rytter                      | Placering                   |
| 131                         | Amanda Spratt (AUS)         | 55.                         |
| 132                         | Alexandra Manly (AUS)       | 12.                         |
| 133                         | Chelsie Tan (SGP)           | DNF                         |
| 134                         | Ane Santesteban (ESP)       | 39.                         |
| 135                         | Arianna Fidanza (ITA)       | 68.                         |
| 136                         | Georgia Williams (NZL)      | 73.                         |

| GT Krush Tunap BPC | GT Krush Tunap BPC           | GT Krush Tunap BPC |
| ------------------ | ---------------------------- | ------------------ |
| Nr.                | Rytter                       | Placering          |
| 141                | Henrietta Colborne (GBR)     | 94.                |
| 142                | Daniek Hengeveld (NED)       | 82.                |
| 143                | Femke de Vries (NED)         | DNF                |
| 144                | Carola van de Wetering (NED) | DNF                |
| 145                | Anne Dijkstra (NED)          | 79.                |
| 146                | Petra Welmers (NED)          | DNF                |

| Le Col-Wahoo DRP | Le Col-Wahoo DRP         | Le Col-Wahoo DRP |
| ---------------- | ------------------------ | ---------------- |
| Nr.              | Rytter                   | Placering        |
| 151              | Elizabeth Holden (GBR)   | 18.              |
| 152              | Eider Merino (ESP)       | 36.              |
| 153              | Alice Towers (GBR)       | 97.              |
| 154              | Maike van der Duin (NED) | 89.              |
| 155              | April Tacey (GBR)        | 96.              |
| 156              | Gladys Verhulst (FRA)    | 75.              |

| Parkhotel Valkenburg PHV | Parkhotel Valkenburg PHV  | Parkhotel Valkenburg PHV |
| ------------------------ | ------------------------- | ------------------------ |
| Nr.                      | Rytter                    | Placering                |
| 161                      | Pien Limpens (NED)        | 110.                     |
| 162                      | Mischa Bredewold (NED)    | 21.                      |
| 163                      | Femke Gerritse (NED)      | 62.                      |
| 164                      | Kirstie van Haaften (NED) | 114.                     |
| 165                      | Lieke Nooijen (NED)       | 76.                      |
| 166                      | Anne Van Rooijen (NED)    | 92.                      |

| Valcar-Travel & Service VAL | Valcar-Travel & Service VAL | Valcar-Travel & Service VAL |
| --------------------------- | --------------------------- | --------------------------- |
| Nr.                         | Rytter                      | Placering                   |
| 171                         | Alice Maria Arzuffi (ITA)   | 30.                         |
| 172                         | Olivia Baril (CAN)          | 22.                         |
| 173                         | Anastasia Carbonari (LAT)   | 112.                        |
| 174                         | Federica Piergiovanni (ITA) | 59.                         |
| 175                         | Elena Pirrone (ITA)         | 80.                         |
| 176                         | Elizabeth Stannard (AUS)    | 65.                         |

| Bingoal-Chevalmeire-Van Eyck Sport BCV | Bingoal-Chevalmeire-Van Eyck Sport BCV | Bingoal-Chevalmeire-Van Eyck Sport BCV |
| -------------------------------------- | -------------------------------------- | -------------------------------------- |
| Nr.                                    | Rytter                                 | Placering                              |
| 181                                    | Lotte Claes (BEL)                      | 105.                                   |
| 182                                    | Naomi de Roeck (BEL)                   | DNF                                    |
| 183                                    | Olha Kulynych (UKR)                    | 108.                                   |
| 184                                    | Lotte Popelier (BEL)                   | DNF                                    |
| 185                                    | Claudia Jongerius (NED)                | DNF                                    |

| Ceratizit-WNT Pro Cycling WNT | Ceratizit-WNT Pro Cycling WNT    | Ceratizit-WNT Pro Cycling WNT |
| ----------------------------- | -------------------------------- | ----------------------------- |
| Nr.                           | Rytter                           | Placering                     |
| 191                           | Marta Lach (POL)                 | 58.                           |
| 192                           | Lizbeth Salazar (MEX) (landevej) | DNF                           |
| 194                           | Laura Asencio (FRA)              | 44.                           |
| 195                           | Hanna Nilsson (SWE)              | 99.                           |
| 196                           | Lara Vieceli (ITA)               | 87.                           |

| AG Insurance NXTG AGI | AG Insurance NXTG AGI | AG Insurance NXTG AGI |
| --------------------- | --------------------- | --------------------- |
| Nr.                   | Rytter                | Placering             |
| 201                   | Maureen Arens (NED)   | 98.                   |
| 202                   | Julia Borgström (SWE) | 29.                   |
| 203                   | Gaia Masetti (ITA)    | 81.                   |
| 204                   | Lone Meertens (BEL)   | 115.                  |
| 205                   | Ilse Pluimers (NED)   | 78.                   |
| 206                   | Amber Aernouts (NED)  | DNF                   |

| Plantur-Pura PLP | Plantur-Pura PLP           | Plantur-Pura PLP |
| ---------------- | -------------------------- | ---------------- |
| Nr.              | Rytter                     | Placering        |
| 211              | Yara Kastelijn (NED)       | 13.              |
| 212              | Kiona Crabbé (BEL)         | 93.              |
| 213              | Justine Ghekiere (BEL)     | 86.              |
| 214              | Millie Couzens (GBR)       | 85.              |
| 215              | Julie Van de Velde (BEL)   | 35.              |
| 216              | Inge van der Heijden (NED) | 37.              |

| Andy Schleck-CP NVST-Immo Losch ASC | Andy Schleck-CP NVST-Immo Losch ASC | Andy Schleck-CP NVST-Immo Losch ASC |
| ----------------------------------- | ----------------------------------- | ----------------------------------- |
| Nr.                                 | Rytter                              | Placering                           |
| 221                                 | Michelle Andres (SUI)               | DNF                                 |
| 222                                 | Georgia Danford (AUS)               | 88.                                 |
| 224                                 | Lisa Müllenberg (NED)               | DNF                                 |
| 225                                 | Léna Mettraux (SUI)                 | DNF                                 |
| 226                                 | Carolin Schiff (GER)                | DNF                                 |

| Coop-Hitec Products HPU | Coop-Hitec Products HPU  | Coop-Hitec Products HPU |
| ----------------------- | ------------------------ | ----------------------- |
| Nr.                     | Rytter                   | Placering               |
| 231                     | Caroline Andersson (SWE) | 64.                     |
| 232                     | Ingvild Gåskjenn (NOR)   | 25.                     |
| 233                     | Ane Iversen (NOR)        | DNF                     |
| 234                     | Josie Nelson (GBR)       | 70.                     |
| 235                     | Nicole Steigenga (NED)   | 100.                    |
| 236                     | Sylvie Swinkels (NED)    | 111.                    |